# Bernd Korzynietz
Bernd Korzynietz (Würzburg, 8 september 1979) is een Duitse voetballer (verdediger) die anno 2007 voor de Duitse eersteklasser Arminia Bielefeld uitkomt.
Korzynietz is getrouwd en heeft een zoon.

## Carrière
- -1995: TSV Güntersleben (jeugd)
- 1995-1999: 1. FC Schweinfurt 05 (jeugd)
- 1999-2005: Borussia Mönchengladbach
- 2005-2010: Arminia Bielefeld